# 廖伯康
廖伯康（1924年11月—），重庆市人。中华人民共和国政治人物。
1943年至1947年國立中央大学法学院经济系毕业，参加中国学生运动，1947年加入中国共产党。曾在重庆、上海等地从事党的秘密革命工作。1955年，担任共青团重庆市委书记。1962年，在重庆市委办公厅副主任兼共青团重庆市委书记任上，向中央办公厅主任杨尚昆报告三年大饥荒在四川的实情，回川后受到政治打击，后恢复名誉。1983年3月，调任任中共四川省重庆市委常务副书记、1985年，升任重庆市委书记。1988年，任四川省第六届政协主席。